# Чеускіно
Чеу́скіно (рос. Чеускино) — село у складі Нефтеюганського району Ханти-Мансійського автономного округу Тюменської області, Росія. Входить до складу Сінгапайського сільського поселення.
Населення — 1052 особи (2010, 3680 у 2002).
Національний склад станом на 2002 рік: росіяни — 62 %.